# あなたを思うと
「あなたを思うと」（あなたをおもうと）は、2001年11月16日に発売された大貫妙子&山弦のコラボレーション・シングル。EASTWORLD/東芝EMIから発売された。
山弦は、小倉博和と佐橋佳幸の二人から成るギター・デュオ。

## 概要
表題曲「あなたを思うと」は、本作と同時発売となるギターデュオ、山弦のシングル表題曲であるインスト・ナンバー「祇園の恋」に大貫が歌詞を付けたもの。ボサノヴァ調のゆったりとした音作りがなされており、今日まで生きて来たことへの感謝や喜びが歌われている。ティン・パン・アレーのドラマーであった林立夫が久々にドラム演奏で参加している。この曲は資生堂 ″スキンケアハウス資生堂″ CMソングとして使用された。
カップリング曲「シアワセを探して」は、ギター演奏のみで歌われている。この曲は長きに亘りアルバム未収録となっていたが、2016年7月にリリースされた大貫のソロ・デビュー40周年BOX『パラレルワールド』のCD DISC2「大貫妙子 with 山弦&Re-recording Songs」におよそ15年の年月を経てアルバム初収録となった。
シングルジャケットのデザインは、当時東芝EMIのデザイン部に所属していた（現在はフリーランスのグラフィック･デザイナーとして活躍）古川早紀が担当している。
本作の発売日である2001年11月16日から30日にかけて、 ″大貫山弦妙子 tabo 2001 tour″ と題された全国7か所を巡るコンサート・ツアーが開催された。

## 収録曲
両曲とも 作詞: 大貫妙子 / 作曲・編曲: 山弦
1. あなたを思うと（4:15）
2. シアワセを探して（3:39）

## 参加ミュージシャン
あなたを思うと
- GUITAR: 山弦（小倉博和、佐橋佳幸）
- DRUMS: 林立夫
- BASS: 小倉博和
- KEYBOARD: 柴田俊文
- MANIPULATOR: 角谷仁宣[8]

シアワセを探して
- GUITAR: 山弦（小倉博和、佐橋佳幸）

## 大貫山弦妙子 tabo 2001 tour
|   | 日時           | 会場                           |
| - | -------------- | ------------------------------ |
| 1 | 2001年11月16日 | 名古屋ダイアモンドホール       |
| 2 | 2001年11月17日 | 福岡ブルーノート               |
| 3 | 2001年11月20日 | 高松オリーブホール             |
| 4 | 2001年11月21日 | 大阪ブルーノート               |
| 5 | 2001年11月22日 | 大阪ブルーノート               |
| 6 | 2001年11月26日 | 仙台ビーブベースメントシアター |
| 7 | 2001年11月27日 | 札幌PENNYLANE24                |
| 8 | 2001年11月30日 | 東京SHIBUYA-AX                 |

## 参考資料
- 大貫妙子&山弦『あなたを思うと』（ライナーノーツ）EASTWORLD/東芝EMI、2001年11月16日。TOCT-4340。